# シモナ・ハレプ
シモナ・ハレプ（ルーマニア語: Simona Halep, 1991年9月27日 - ）は、ルーマニア・コンスタンツァ出身の元女子テニス選手。
これまでにWTAツアーでシングルス24勝、ダブルス1勝を挙げる。WTAランキング自己最高位はシングルス1位、ダブルス71位。身長168cm。右利き、バックハンド・ストロークは両手打ち。
2018年全仏オープン、2019年ウインブルドン選手権優勝、2014年WTAツアー選手権準優勝、プレミア・マンダトリー優勝3回。WTA1000トーナメント優勝1回。ルーマニア人選手で初の女子シングルス世界ランキング1位。

## 来歴

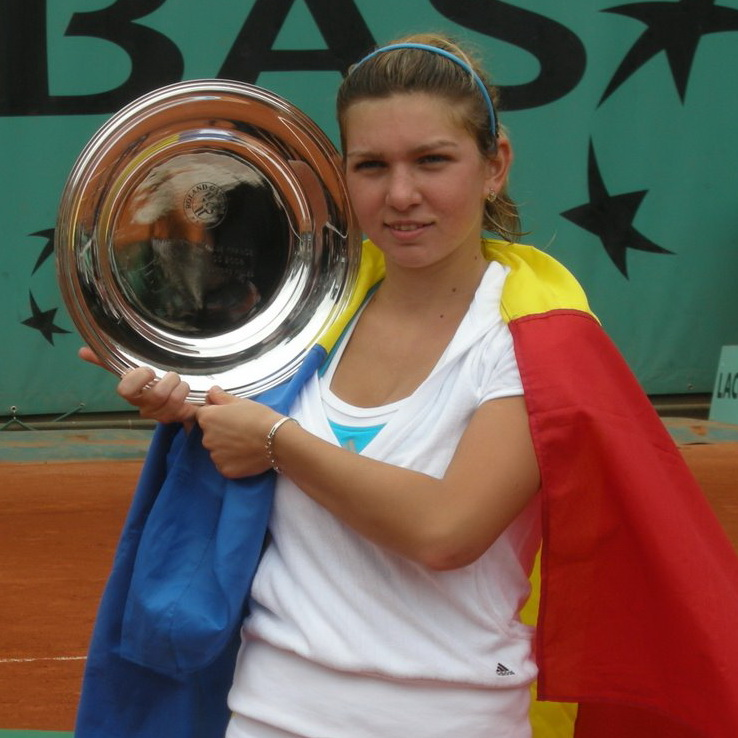
2008年全仏オープンジュニアシングルスで優勝

ハレプは、4歳からテニスを始めた。2008年全仏オープンのジュニア女子シングルス部門で優勝して。同年にプロ転向。

### 2009-2010年トップ100入り
2009年5月、ハレプはテニス選手としてより高い能力を発揮できるように、そのEカップ（一部報道ではHカップなど それ以上のサイズの記述も見受けられる）の乳房を小さくする手術を望んでいると表明、同年7月には乳房縮小手術を受け、バストサイズを縮小した。
2010年はモロッコ・フェズ大会で予選から勝ち上がり初のツアー決勝に進出する。決勝ではイベタ・ベネソバに 4-6, 2-6 で敗れて初優勝を逃した。全仏オープンでは予選を勝ち上がり4大大会に初出場を果たす。1回戦で準優勝したサマンサ・ストーサーに 5-7, 1-6 で敗れている。全米オープンでは、エレナ・ヤンコビッチに 4-6, 6-4, 5-7 で惜敗し、初戦突破はならなかった。

### 2011-2012年 トップ50入り
2011年の全豪オープンの1回戦でアンネ・クレマーを 6-3, 3-6, 6-2 で破り4大大会の初勝利を挙げた。2回戦では第24シードのアリサ・クレイバノワに 6-4, 7-6(2) で勝利し3回戦に進出した。フェズ大会で2年連続の決勝に進んだが、アルベルタ・ブリアンティに 4-6, 3-6 で敗れた。全仏オープンとウィンブルドンも初戦を突破し、全米オープンでは1回戦で全仏優勝者の李娜を 6-2, 7-5 で破る殊勲を挙げた。
2012年5月のブリュッセル大会ではツアー3度目の決勝に進出したがアグニエシュカ・ラドワンスカに 5–7, 0–6 で敗れた。7月のロンドン五輪でオリンピックに初出場した。シングルスでは1回戦でカザフスタンのヤロスラワ・シュウェドワに 4-6, 2-6 で敗れソラナ・チルステアと組んだダブルスも1回戦でアメリカのビーナス・ウィリアムズ&セリーナ・ウィリアムズ組に 3-6, 2-6 で敗れた。

### 2013年 ツアー初優勝
2013年6月ののニュルンベルク大会でツアー4度目の決勝に進出しアンドレア・ペトコビッチを 6–3, 6–3 で破りツアー初優勝を果たした。翌週のスヘルトーヘンボス大会でも決勝でキルステン・フリプケンスを 6–4, 6–2 で破り2勝目を挙げた。7月のブダペスト大会でツアー3勝目を8月のニューヘイブン大会で4勝目を挙げた。全米オープンでは第21シードとして出場し、3回戦で第14シードのマリア・キリレンコに 6-1, 6-0 で完勝し、4大大会で初めて4回戦に進出した。4回戦ではフラビア・ペンネッタに 2-6, 6-7 (3) で敗れた。10月のクレムリン・カップと11月のトーナメント・オブ・チャンピオンズも優勝し年間6勝を挙げWTAアワードの最も上達した選手賞を受賞した。

### 2014年 全仏準優勝 世界2位
2014年全豪オープンでは4回戦でエレナ・ヤンコビッチを 6-4, 2-6, 6-0 で破り初めて4大大会でベスト8に進出した。準々決勝ではドミニカ・チブルコバに 3-6, 0-6 で敗れた。全仏オープンでは第4シードから6試合をすべてストレート勝ちで決勝に進出した。決勝では3時間を超える熱戦の末マリア・シャラポワに 4-6, 7-6(5), 4-6 で敗れルーマニア人として1978年大会のバージニア・ルジッチ以来となる36年ぶりの全仏優勝を逃した。ウィンブルドンでもベスト4に進出した。2014年8月11日付のランキングで自己最高の2位を記録している。WTAツアー選手権に初出場し準優勝に輝く。最終ランキングでセリーナ・ウィリアムズ、マリア・シャラポワに次ぐ世界3位に着ける。

### 2015-2016年 プレミア・マンダトリー初優勝
2015年は出だしから好調で、最初の6大会で3勝を含みすべてでベスト8以上に入った。第3シードで出場したBNPパリバ・オープンで決勝でエレナ・ヤンコビッチを倒し優勝。プレミア・マンダトリー初優勝となる。しかし、ウィンブルドン選手権は足の水ぶくれも影響して1回戦敗退。その後は1か月半休んだが、ロジャーズ・カップとウエスタン・アンド・サザン・オープンでは準優勝。全米オープンはベスト4入り。WTAファイナルズはラウンドロビン敗退に終わったが、年末順位は2位だった。
2016年全豪オープンは1回戦でGS14連敗だった張帥に不覚をとった。その後はアキレス腱損傷も負った。マドリード・オープンでは優勝した。7月には2大会連続優勝もあった。

### 2017年 全仏2度の準優勝 世界1位
2017年は全仏オープンで2度目の決勝進出を果たすも、決勝ではノーシードのエレナ・オスタペンコに 6–4, 4–6, 3–6 で敗れまたも準優勝となった。チャイナ・オープンでは決勝でキャロリン・ガルシアに敗れるも、ランキング1位のガルビネ・ムグルサが1回戦で敗れた為ポイントで逆転し、10月9日付のランキングで女子シングルス25人目の世界ランキング1位となった。

### 2018年 全仏初優勝 全豪準優勝
2018年の全豪オープンでグランドスラム3度目の決勝進出を果たすも、同じくグランドスラム初優勝が懸かった第2シードのキャロライン・ウォズニアッキに6-7(2), 6-3, 4-6で敗れ、またしてもグランドスラム初優勝を逃した。同時に世界ランキング1位の座もウォズニアッキに明け渡すことになった。2月26日付で世界ランキング1位に復帰した。第1シードとして出場した全仏オープンでは2年連続の決勝進出を果たし、決勝では第10シードのスローン・スティーブンスに3-6, 6-4, 6-1で逆転勝利を収め、悲願のグランドスラム初優勝を成し遂げた。しかし全米オープンでは1回戦でカイア・カネピに敗れ、第1シードとして史上初の初戦敗退となった。WTAファイナルズを欠場。2018年最終ランキングでは2年連続で1位を守っている。

### 2019年 ウィンブルドン初優勝
2019年全豪オープンでは4回戦でセリーナ・ウィリアムズに敗れると、同時に優勝した大坂なおみに抜かれて世界ランク1位から陥落した。マイアミ・オープンで4強入り、モンテカルロ・マスターズでは決勝に進出したが敗れた。全仏オープンはベスト8。ウィンブルドン選手権では準決勝でエリナ・スビトリナを下して決勝に進出した。決勝ではセリーナに6-2, 6-2の完勝を収め、初優勝を果たした。しかし全米オープンは2回戦でノーシードのテイラー・タウンゼントに敗れた。WTAファイナルズは1勝2敗に終わり、年間最終ランキングは4位。

### 2020年 全豪ベスト4
2020年全豪オープンはベスト4入りしたが、準決勝でガルビネ・ムグルサに敗れた。ドバイ・テニス選手権でキャリア通算20勝目を挙げた。その後、新型コロナウイルス感染症の流行によりツアーが中断。再開後の復帰戦のプラハ・オープンとBNLイタリア国際で連続優勝。勢いままに全仏オープンに挑んだが、4回戦で優勝したイガ・シフィオンテクに完敗を喫した。連勝は17で止まった。全米オープンはコロナへの懸念から欠場した。年間最終ランキングは2位。

### 2021年 故障によるトップ10陥落
2021年全豪オープンでは、4回戦でシフィオンテクに昨年全仏の雪辱を果たしたが、準々決勝でセリーナ・ウィリアムズに敗れる。マイアミ・オープンは肩の痛みで3回戦を棄権。また、BNLイタリア国際2回戦で左ふくらはぎを痛め途中棄権し、この故障で全仏とウィンブルドンを欠場した。8月中旬のナショナル・バンク・オープンで復帰するも、1回戦敗退。これにより、世界ランキングは13位に後退し、2014年1月以来のトップ10圏外になった。373週連続トップ10入りは、WTA歴代8位の記録である。全米オープンは4回戦進出。トランシルバニア・オープンで決勝に進出するも準優勝に留まり、この年は優勝がなかった。ハレプのツアー優勝なしは、2012年以来のことだった。

### 2022-2023年 ツアー2勝とドーピング問題
2022年は、年始のメルボルン・サマーセット1で優勝。全豪オープンは4回戦進出。BNPパリバ・オープンでベスト4、マイアミ・オープンでベスト8入り。全仏オープンはパニック発作に襲われ2回戦敗退に終わったが、ウィンブルドン選手権は世界4位のパウラ・バドサを破るなどしてベスト4入り。ナショナル・バンク・オープンでは、準々決勝で全仏準優勝のココ・ガウフを破るなどして優勝。この大会で、WTA1000の歴代最多の準決勝進出回数及び決勝進出回数（セリーナ・ウィリアムズとタイ記録）、歴代最多勝利数を記録した。また、トップ10に復帰した。全米オープンの1回戦敗退後、鼻の呼吸を改善するための手術を受け、シーズンを終了した。

#### ドーピング違反
2022年全米オープンのドーピング検査で、禁止薬物のロキサデュスタットが検出され、10月から暫定活動停止処分を受けた。2023年5月には生体パスポートに関する違反も報告された。本人やコーチは汚染された栄養サプリメントに原因があるとして、一貫して故意であることを否定し続けたが、2023年9月、ITIA(国際テニス・インテグリティ機構)は「故意」と判断し、ハレプは4年間の活動停止処分を科された。翌月にはスポーツ仲裁裁判所（CAS）に異議申し立てを行った。2024年3月5日、CASは控訴を支持し、出場停止期間を9か月に短縮したと発表した。これで即大会への出場が可能になったものの、この騒動の間に世界ランキングは消失した。

### 2024年 復帰
CASによる活動停止短縮判断後の3月下旬、マイアミ・オープンでツアーに復帰した。

### 2025年 現役引退
トランシルヴァニア・オープン1回戦でルチア・ブロンゼッティに敗れた後、現役引退を表明。

## プレースタイル
広いコートカバーリングと強打が特徴のアグレッシブ・ベースライナー。持ち前の身体能力でコート全面を駆け巡り、またエラーも少ない。広いバックスイングとスライディングでボールに素速く到達する敏捷性を持っている。ラリーをコントロールするのが得意でクロスコートとダウンザラインのフラットショットでウィナーを打つ。2013年にブレイクした頃、彼女は主にカウンター・パンチャーだったが、よりアグレッシブなプレーへと変化した。攻撃的でありながらディフェンシブでもあるこのプレースタイルは、ノバク・ジョコビッチと比較される。

## WTAツアー決勝進出結果

### シングルス: 42回 (24勝18敗)
| 大会グレード                  | 大会グレード  |
| 2020年以前                    | 2021年以後    |
| ----------------------------- | ------------- |
| グランドスラム (2–3)          |               |
| WTAファイナルズ (0–1)         |               |
| プレミア・マンダトリー (3–3)  | WTA1000 (1–0) |
| プレミア5 (5–6)               | WTA1000 (1–0) |
| WTAエリート・トロフィー (1–0) |               |
| プレミア (3–2)                | WTA500 (0–0)  |
| インターナショナル (8–2)      | WTA250 (1–1)  |

| 結果   | No. | 決勝日         | 大会                 | サーフェス    | 対戦相手                     | スコア                           |
| ------ | --- | -------------- | -------------------- | ------------- | ---------------------------- | -------------------------------- |
| 準優勝 | 1.  | 2010年5月1日   | フェズ               | クレー        | イベタ・ベネソバ             | 4-6, 2-6                         |
| 準優勝 | 2.  | 2011年4月24日  | フェズ               | クレー        | アルベルタ・ブリアンティ     | 4-6, 3-6                         |
| 準優勝 | 3.  | 2012年5月26日  | ブリュッセル         | クレー        | アグニエシュカ・ラドワンスカ | 5-7, 0-6                         |
| 優勝   | 1.  | 2013年6月15日  | ニュルンベルク       | クレー        | アンドレア・ペトコビッチ     | 6-3, 6-3                         |
| 優勝   | 2.  | 2013年6月22日  | スヘルトーヘンボス   | 芝            | キルステン・フリプケンス     | 6-4, 6-2                         |
| 優勝   | 3.  | 2013年7月14日  | ブダペスト           | クレー        | イボンヌ・モイスブルガー     | 6-3, 6-7(7-9), 6-1               |
| 優勝   | 4.  | 2013年8月24日  | ニューヘイブン       | ハード        | ペトラ・クビトバ             | 6-2, 6-2                         |
| 優勝   | 5.  | 2013年10月20日 | モスクワ             | ハード (室内) | サマンサ・ストーサー         | 7-6(7-1), 6-2                    |
| 優勝   | 6.  | 2013年11月3日  | ソフィア             | ハード (室内) | サマンサ・ストーサー         | 2-6, 6-2, 6-2                    |
| 優勝   | 7.  | 2014年2月26日  | ドーハ               | ハード        | アンゲリク・ケルバー         | 6-2, 6-3                         |
| 準優勝 | 4.  | 2014年5月11日  | マドリード           | クレー        | マリア・シャラポワ           | 6-1, 2-6, 3-6                    |
| 準優勝 | 5.  | 2014年6月7日   | 全仏オープン         | クレー        | マリア・シャラポワ           | 4-6, 7-6(7-5), 4-6               |
| 優勝   | 8.  | 2014年7月13日  | ブカレスト           | クレー        | ロベルタ・ビンチ             | 6-1, 6-3                         |
| 準優勝 | 6.  | 2014年10月26日 | シンガポール         | ハード (室内) | セリーナ・ウィリアムズ       | 3-6, 0-6                         |
| 優勝   | 9.  | 2015年1月10日  | 深圳                 | ハード        | ティメア・バシンスキー       | 6-2, 6-2                         |
| 優勝   | 10. | 2015年2月21日  | ドバイ               | ハード        | カロリナ・プリスコバ         | 6-4, 7-6(7-4)                    |
| 優勝   | 11. | 2015年3月22日  | インディアンウェルズ | ハード        | エレナ・ヤンコビッチ         | 2-6, 7-5, 6-4                    |
| 準優勝 | 7.  | 2015年8月16日  | トロント             | ハード        | ベリンダ・ベンチッチ         | 6-7(5-7), 7-6(7-4), 0-3 途中棄権 |
| 準優勝 | 8.  | 2015年8月23日  | シンシナティ         | ハード        | セリーナ・ウィリアムズ       | 3-6, 6-7(5-7)                    |
| 優勝   | 12. | 2016年5月6日   | マドリード           | クレー        | ドミニカ・チブルコバ         | 6-2, 6-4                         |
| 優勝   | 13. | 2016年7月17日  | ブカレスト           | クレー        | アナスタシヤ・セバストワ     | 6-0, 6-0                         |
| 優勝   | 14. | 2016年7月31日  | モントリオール       | ハード        | マディソン・キーズ           | 7-6(7-2), 6-3                    |
| 優勝   | 15. | 2017年5月13日  | マドリード           | クレー        | クリスティナ・ムラデノビッチ | 7-5, 6-7(5-7), 6-2               |
| 準優勝 | 9.  | 2017年5月21日  | ローマ               | クレー        | エリナ・スビトリナ           | 6-4, 5-7, 1-6                    |
| 準優勝 | 10. | 2017年6月10日  | 全仏オープン         | クレー        | エレナ・オスタペンコ         | 6-4, 4-6, 3-6                    |
| 準優勝 | 11. | 2017年8月20日  | シンシナティ         | ハード        | ガルビネ・ムグルサ           | 1-6, 0-6                         |
| 準優勝 | 12. | 2017年10月8日  | 北京                 | ハード        | キャロリン・ガルシア         | 4-6, 6-7(3-7)                    |
| 優勝   | 16. | 2018年1月6日   | 深圳                 | ハード        | カテリナ・シニャコバ         | 6-1, 2-6, 6-0                    |
| 準優勝 | 13. | 2018年1月27日  | 全豪オープン         | ハード        | キャロライン・ウォズニアッキ | 6-7(2-7), 6-3, 4-6               |
| 準優勝 | 14. | 2018年5月20日  | ローマ               | クレー        | エリナ・スビトリナ           | 0-6, 4-6                         |
| 優勝   | 17. | 2018年6月10日  | 全仏オープン         | クレー        | スローン・スティーブンス     | 3-6, 6-4, 6-1                    |
| 優勝   | 18. | 2018年8月12日  | モントリオール       | ハード        | スローン・スティーブンス     | 7-6(8-6), 3-6, 6-4               |
| 準優勝 | 15. | 2018年8月19日  | シンシナティ         | ハード        | キキ・ベルテンス             | 6-2, 6-7(6-8), 2-6               |
| 準優勝 | 16. | 2019年2月16日  | ドーハ               | ハード        | エリーズ・メルテンス         | 6-3, 4-6, 3-6                    |
| 準優勝 | 17. | 2019年5月11日  | マドリード           | クレー        | キキ・ベルテンス             | 4-6, 4-6                         |
| 優勝   | 19. | 2019年7月13日  | ウィンブルドン       | 芝            | セリーナ・ウィリアムズ       | 6-2, 6-2                         |
| 優勝   | 20. | 2020年2月22日  | ドバイ               | ハード        | エレーナ・リバキナ           | 3-6, 6-3, 7-6(7-5)               |
| 優勝   | 21. | 2018年8月16日  | プラハ               | ハード        | エリーズ・メルテンス         | 6-2, 7-5                         |
| 優勝   | 22. | 2020年9月21日  | ローマ               | クレー        | カロリナ・プリスコバ         | 6-0, 2-1 途中棄権                |
| 準優勝 | 18. | 2021年10月31日 | ナポカ               | ハード (室内) | アネット・コンタベイト       | 2-6, 3-6                         |
| 優勝   | 23. | 2022年1月8日   | メルボルン           | ハード        | ベロニカ・クデルメトワ       | 6-2, 6-3                         |
| 優勝   | 24. | 2022年8月13日  | トロント             | ハード        | ベアトリス・ハダッド・マイア | 6-3, 2-6, 6-3                    |

### ダブルス: 2回 (1勝1敗)
| 結果   | No. | 決勝日        | 大会           | サーフェス | パートナー               | 対戦相手                                    | スコア           |
| ------ | --- | ------------- | -------------- | ---------- | ------------------------ | ------------------------------------------- | ---------------- |
| 準優勝 | 1.  | 2016年7月31日 | モントリオール | ハード     | モニカ・ニクレスク       | エカテリーナ・マカロワ エレーナ・ベスニナ   | 3-6, 6-7(5-7)    |
| 優勝   | 1.  | 2018年1月6日  | 深圳           | ハード     | イリーナ＝カメリア・ベグ | バルボラ・クレイチコバ カテリナ・シニアコバ | 1-6, 6-1, [10-8] |

## 4大大会優勝
- 全仏オープン 女子シングルス：1勝（2018年）
- ウィンブルドン選手権 女子シングルス：1勝（2019年）

| 年     | 大会           | 対戦相手                 | 試合結果      |
| ------ | -------------- | ------------------------ | ------------- |
| 2018年 | 全仏オープン   | スローン・スティーブンス | 3-6, 6-4, 6-1 |
| 2019年 | ウィンブルドン | セリーナ・ウィリアムズ   | 6-2, 6-2      |

## 4大大会シングルス成績
略語の説明
| W | F | SF | QF | #R | RR | Q# | LQ | A | Z# | PO | G | S | B | NMS | P | NH |

W=優勝, F=準優勝, SF=ベスト4, QF=ベスト8, #R=#回戦敗退, RR=ラウンドロビン敗退, Q#=予選#回戦敗退, LQ=予選敗退, A=大会不参加, Z#=デビスカップ/BJKカップ地域ゾーン, PO=デビスカップ/BJKカッププレーオフ, G=オリンピック金メダル, S=オリンピック銀メダル, B=オリンピック銅メダル, NMS=マスターズシリーズから降格, P=開催延期, NH=開催なし.
| 大会           | 2009 | 2010 | 2011 | 2012 | 2013 | 2014 | 2015 | 2016 | 2017 | 2018 | 2019 | 2020 | 2021 | 2022 | 通算成績 |
| -------------- | ---- | ---- | ---- | ---- | ---- | ---- | ---- | ---- | ---- | ---- | ---- | ---- | ---- | ---- | -------- |
| 全豪オープン   | A    | LQ   | 3R   | 1R   | 1R   | QF   | QF   | 1R   | 1R   | F    | 4R   | SF   | QF   | 4R   | 31–12    |
| 全仏オープン   | LQ   | 1R   | 2R   | 1R   | 1R   | F    | 2R   | 4R   | F    | W    | QF   | 4R   | A    | 2R   | 32–11    |
| ウィンブルドン | A    | LQ   | 2R   | 1R   | 2R   | SF   | 1R   | QF   | QF   | 3R   | W    | NH   | A    | SF   | 29–9     |
| 全米オープン   | A    | 1R   | 2R   | 2R   | 4R   | 3R   | SF   | QF   | 1R   | 1R   | 2R   | A    | 4R   | 1R   | 20–12    |